# Rudolph Reti
Rudolph Reti, auch Rudolf Réti, (geboren 27. November 1885 in Užice, Serbien; gestorben 7. Februar 1957 in New Jersey) war ein österreichisch-amerikanischer Komponist, Pianist, Musikpädagoge und Verlagsangestellter. Er war der ältere Bruder des Schach-Großmeisters Richard Réti.

## Leben
Rudolf Réti war ein Sohn des Arztes Samuel Réti und der Anna Meyer. Er studierte Musik in Wien und wurde 1905 graduiert und 1910 promoviert. 1911 führte er die Drei Klavierstücke von Arnold Schönberg auf. Reti war von 1914 bis 1918 österreichisch-ungarischer Offizier im Ersten Weltkrieg. 1922 war er Mitgründer der Internationalen Gesellschaft für Neue Musik. Reti floh nach dem Anschluss Österreichs 1938 in die USA, wo er ab 1939 als Fellow an die Yale University kam, für die Zeitschrift Musical Digest schrieb. In den USA schrieb er seine zentralen Werke „Thematic Process in Music“ (1951) und „Patterns in Sonatas of Beethoven“ (1966). Sie beeinflussten viele Musiktheoretiker der Gegenwart.